# Kozacka spadochronowo-desantowa szkoła specjalnej grupy Ataman
Kozacka spadochronowo-desantowa szkoła specjalnej grupy "Ataman" (ros.  Казачья парашютно-десантная школа особой группы "Атаман") – wywiadowczy ośrodek szkoleniowy dla Kozaków w służbie III Rzeszy pod koniec II wojny światowej
W 1944 r. powstała w Krakowie pod auspicjami Abwehry kozacka szkoła wywiadowczo-dywersyjna, przeznaczona dla młodych Kozaków. Następnie przeniesiono ją do Nowogródka, gdzie przebywał sztab Grupy Atamana Marszowego płk. Siergieja W. Pawłowa. W październiku 1944 r. kadra szkoły i kursanci wespół z pozostałymi wojskami kozackimi zostali przetransportowani do północnych Włoch. W styczniu 1945 r. w Tolmezzo została utworzona na bazie wcześniejszego ośrodka szkoleniowego kozacka spadochronowo-desantowa szkoła specjalnej grupy "Ataman", zwana też kozacką awtomotoszkołą. Funkcję jej komendanta sprawował b. porucznik Armii Czerwonej Kantemirow, awansowany do stopnia esauła. Uczyli się w niej Kozacy w wieku od 20 do 30 lat, mający średnie wykształcenie. Szkolenie obejmowało równocześnie 2 grupy po 80 osób i trwało od 3 do 6 miesięcy. Po kapitulacji Niemiec 8 maja, Kozacy ze szkoły poddali się Brytyjczykom, którzy nie wydali ich Sowietom.